# Macrochelys
Macrochelys is een geslacht van schildpadden uit de familie bijtschildpadden (Chelydridae). Het zijn de grootste en zwaarste zoetwaterschildpadden van Noord-Amerika, mannetjes kunnen een schildlengte bereiken van tachtig centimeter en 113 kilo zwaar worden.

## Naam en indeling
De wetenschappelijke naam van de groep werd voor het eerst voorgesteld door John Edward Gray in 1856. De geslachtsnaam is in het verleden zowel Macroclemys als Macroclemmys geweest, waardoor niet altijd de juiste naam wordt gebruikt.
De geslachtsnaam Macrochelys betekent vrij vertaald 'grote schildpad'; macro = groot en chelus = schildpad. Lange tijd was het geslacht monotypisch en telde slechts een enkele soort; de alligatorschildpad (Macrochelys temminckii). In 2014 werden echter nog twee andere soorten beschreven door een groep van biologen: Travis Thomas, Michael Granatosky, Jason Bourque, Kenneth Krysko, Paul Moler, Tony Gamble, Eric Suarez, Erin Leone, Kevin Enge en Joe Roman. Een van deze soorten, Macrochelys apalachicolae, wordt inmiddels niet meer erkend.
Er zijn ook verschillende uitgestorven soorten beschreven:

## Levenswijze
De soorten komen zelden uit het water, de vrouwtjes alleen om de eieren af te zetten en de mannetjes en juvenielen komen soms aan land om te zonnen. De schildpadden leven voornamelijk van vissen die gelokt worden met de op een worm gelijkende tong. Het zijn voor zover bekend de enige dieren die een dergelijke jachttechniek hanteren.

## Verspreiding en habitat
De soorten komen voor in delen van Noord-Amerika en leven endemisch in de Verenigde Staten. Het verspreidingsgebied beslaat de staten Indiana, Kansas, Illinois, Tennessee, Kentucky, Missouri, Oklahoma, Texas, Arkansas, Florida, Georgia, Louisiana, Mississippi en AlabamaUit fossielen blijkt dat de groep vroeger een veel groter areaal had binnen Noord-Amerika.

## Soorten
Alle moderne en enkele bekendere uitgestorven soorten zijn weergegeven in de onderstaande tabel:
| Moderne soorten                             |                     | |                         |
| Naam                                        | Auteur              | Verspreidingsgebied |                         |
| Macrochelys suwanniensis                    | Thomas et al., 2014 | Verenigde Staten; Florida en Georgia |                         |
| Alligatorschildpad (Macrochelys temminckii) | Troost, 1835        | Verenigde Staten; Indiana, Kansas, Illinois, Tennessee, Kentucky, Missouri, Oklahoma, Texas, Arkansas, Louisiana, Mississippi en Alabama. |                         |
| Uitgestorven soorten                        |                     | |                         |
| Naam                                        | Auteur              | Vindplaats | Leeftijd (Ma)           |
| Macrochelys auffenbergi                     | Dobie, 1968         | Florida | 10.3 - 4.9 (Plioceen)   |
| Macrochelys schmidti                        | Zangerl, 1945       | Nebraska | 20.43 - 15.97 (Mioceen) |
| Macrochelys stricta                         | Matthew, 1924       | Nebraska | 15.97 - 13.6 (Mioceen)  |